# برگ‌اندازها
برگ‌اندازها (نام علمی: Sclerurus) نام یک سرده از خانواده مرغان تنورساز است.